# Oithona longispina
Oithona longispina är en kräftdjursart som beskrevs av Nishida, Tanaka och Omori 1977. Oithona longispina ingår i släktet Oithona och familjen Oithonidae. Inga underarter finns listade i Catalogue of Life.